# Зегер, Герхарт
Ге́рхарт Зе́гер (нем. Gerhart Seger; 16 ноября 1896, Лейпциг, Германия, — 21 января 1967, Нью-Йорк, США) — немецкий социал-демократический политик и публицист.

## Биография
Родился в семье портного. Обучался в Лейпциге профессии литографиста. В юности вступил в Союз свободной социалистической молодёжи. Во время Первой мировой войны был солдатом. В 1917 году стал членом НСДПГ. В 1919 году как вольнослушатель изучал в Лейпцигском университете публицистику и искусствоведение, а со следующего года стал доцентом кильского народного университета. В 1921 году переехал в Берлин и возглавил газету НСДПГ Die Freiheit.
В следующем году, после объединения НСДПГ и Партии социал-демократического большинства Германии, Зегер перешёл в СДПГ и стал редактором плауэнской газеты Volkszeitung für Südwestsachsen. Через год он оставил эту должность ради поста генерального секретаря Германского общества мира.
В 1928 году стал редактором Volksblatt für Anhalt в Дессау и проработал на этом месте до 1930 года, когда выиграл выборы в рейхстаг по 10-му магдебургскому избирательному округу.
В 1933 году после прихода к власти нацистов Зегер оказался одним из первых членов рейхстага, подвергнутых в марте «превентивному заключению». Причиной ареста Зегера стало его голосование вместе с другими социал-демократами против принятия закона от 23 марта о предоставлении чрезвычайных полномочий правительству. Сначала он содержался в судебной тюрьме Дессау, а 14 июня вместе с другими политическими заключёнными был переведён в концлагерь Ораниенбург. В декабре совершил побег и добрался до Праги, где выпустил воспоминания «Ораниенбург». Книга, предисловие к которой написал Генрих Манн, получила международный резонанс как рассказ о начале периода нацизма. В отместку гестапо в начале 1934 года взяло жену и маленькую дочь Зегера в заложники, но протесты из-за рубежа вынудили гестапо освободить их и выпустить за границу.
В октябре Зегер с семьёй иммигрировал в США. Там он участвовал в основании социал-демократической эмигрантской организации «Германская рабочая делегация», а после учреждения в Нью-Йорке её органа Neue Volkszeitung работал его редактором. Кроме этого, писал для других немецкоязычных газет и выступал с лекциями о нацистском режиме. После окончания войны остался в Америке, вступил в Демократическую партию США и с 1950 года работал в качестве внештатного журналиста, но более всего был известен своими лекциями, которых прочёл в США более 11 тысяч.
В 1960 году был награждён Командорским крестом ордена «За заслуги перед Федеративной Республикой Германия».

## Сочинения
- Kunst und historischer Materialismus. Ein Beispiel neuer Kunstbetrachtung. Leipzig, 1920.
- Proletarierjugend und Theater. Ein Wegweiser für die arbeitende Jugend von Gerhart Seger. Berlin, 1921.
- Die geistige Befreiung der Arbeiterklasse. Bemerkungen zur Bildungsarbeit von Gerhart Seger. Leipzig, 1922.
- Die Werkstatt des Geistes. Berlin, 1922.
- Was ist historischer Materialismus? Versuch einer systematischen Darstellung. Berlin, 1923.
- Arbeiterschaft und Pazifismus. Leipzig, 1924.
- (Hg): Der Fall Quidde. Tatsachen und Dokumente. Zusammengestellt und eingeleitet von Gerhart Seger, Sekretär der Deutschen Friedensgesellschaft. Berlin, 1924.
- Arbeiterschaft/Krieg/Völkerbund. Hamburg, 1925.
- Wehrhafte Republik? Berlin, 1926.
- Deutschland — eine zweite Schweiz? Neutralisation als Kriegsverhütung. Ein außenpolitischer Vorschlag von Gerhart Seger. Dessau, 1929.
- Oranienburg: Erster authentischer Bericht eines aus dem Konzentrationslager Geflüchteten. Karlsbad, 1934.
- Reisetagebuch eines deutschen Emigranten. — Zürich: Europa-Verlag, 1936.
- Mit Siegfried K. Marck: To be or not to be? New York, 1943.
- Life in Germany. — Grand Rapids, 1955.
- Diktatorship — War — Disaster. New York, 1956.
- USA. München. 1956.
- Come along to Germany. Minneapolis, 1966.